# 몽골군
몽골군(몽골어: Монгол Улсын Зэвсэгт Хүчин)은 몽골의 군대이다. 육군과 공군을 보유하고 있다. 몽골은 내륙국이기 때문에 해군을 보유하고 있지 않다. 1993년까지는 육군의 대위가 파견되어 해군 사령관 임무수행을 하였고, 소령 진급 후 다시 육군으로 복귀하였다. 